# Diocesi di Mysore

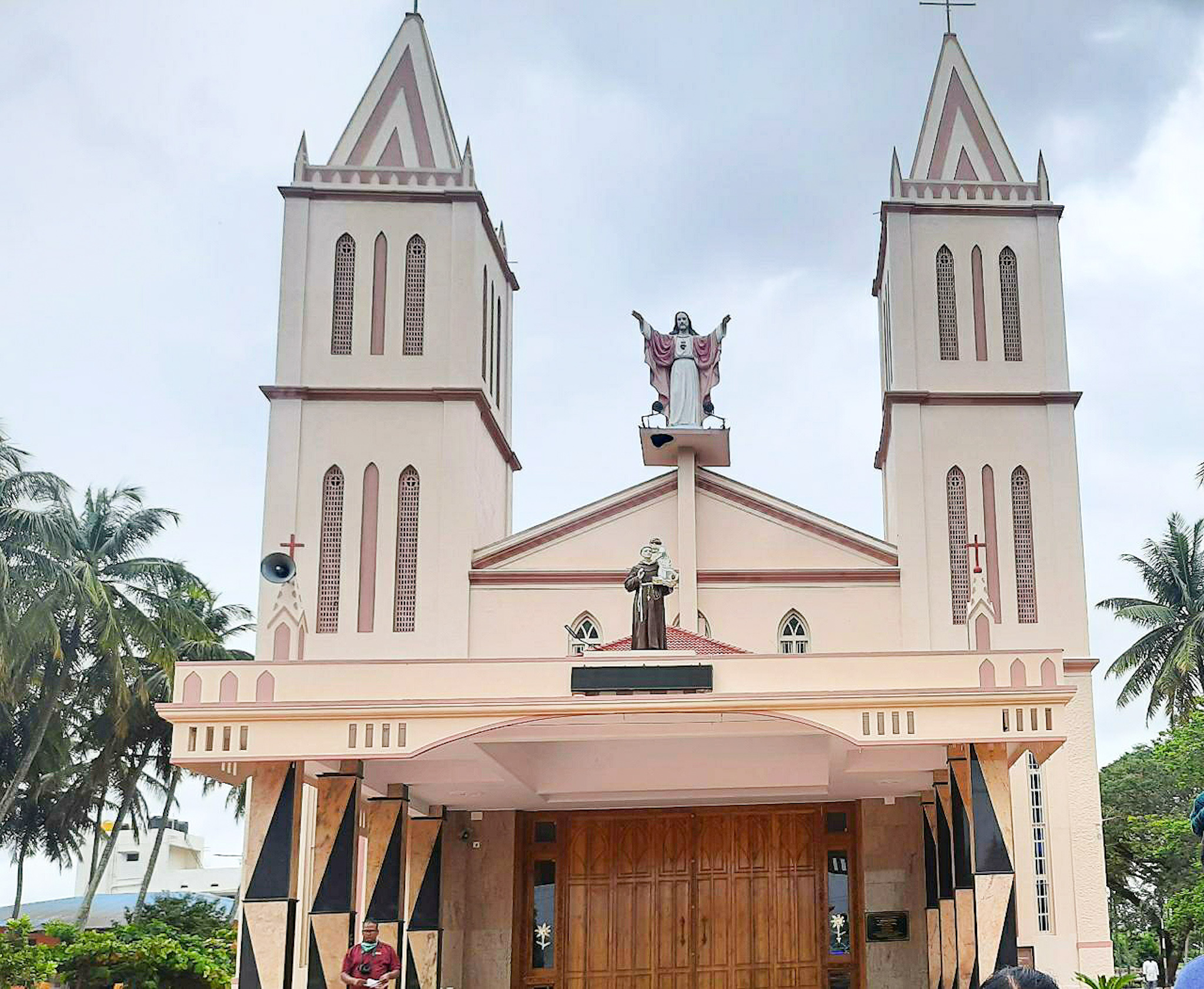
La basilica minore di Sant'Antonio a Dornahalli.

La diocesi di Mysore (in latino Dioecesis Mysuriensis) è una sede della Chiesa cattolica in India suffraganea dell'arcidiocesi di Bangalore. Nel 2023 contava 117.790 battezzati su 16.285.570 abitanti. La sede è vacante, in attesa che il vescovo eletto Francis Serrao, S.I., ne prenda possesso.

## Territorio
La diocesi comprende i distretti di Mysore, Mandya, Chamarajanagar e Kodagu nello stato indiano del Karnataka.
Sede vescovile è la città di Mysore, dove si trova la cattedrale di Santa Filomena. A Dornahalli sorge la basilica minore di Sant'Antonio.
Il territorio è suddiviso in 80 parrocchie.

## Storia
Il 16 marzo 1845, su istanza del vicario apostolico Clément Bonnand, il vicariato apostolico della Costa del Coromandel (oggi arcidiocesi di Pondicherry e Cuddalore) fu diviso in tre missioni, ognuna delle quali guidata da un vicario con dignità episcopale. La missione di Mysore fu affidata a Étienne-Louis Charbonnaux, consacrato vescovo il 29 giugno successivo; questi aveva il titolo di vescovo coadiutore di Clément Bonnand, da cui la missione ancora formalmente dipendeva, e di amministratore della missione di Mysore.
Il 3 aprile 1850 in forza del breve Pastorale ministerium di papa Pio IX la missione di Mysore divenne ufficialmente indipendente ed elevata al rango di vicariato apostolico.
Il 1º settembre 1886 il vicariato apostolico è stato elevato al rango di diocesi con la bolla Humanae salutis di papa Leone XIII. Il 7 giugno dell'anno successivo, con il breve Post initam, la diocesi entrò a far parte della provincia ecclesiastica dell'arcidiocesi di Pondicherry; sede vescovile era la città di Bangalore, dove fungeva da cattedrale la chiesa di San Patrizio.
Successivamente ha ceduto a più riprese porzioni del suo territorio a vantaggio dell'erezione di nuove circoscrizioni ecclesiastiche e precisamente: la diocesi di Calicut il 12 giugno 1923, la diocesi di Salem il 26 maggio 1930 e la diocesi di Bangalore il 13 febbraio 1940.
In occasione dell'erezione della diocesi di Bangalore, per effetto della bolla Felicius increscente di papa Pio XII la diocesi si ingrandì con una porzione di territorio già appartenuta alla diocesi di Coimbatore e la sede vescovile fu traslata a Mysore, dove fu eretta a cattedrale la chiesa dedicata a San Giuseppe e a Santa Filomena.
Il 19 settembre 1953 è diventata suffraganea della sede di Bangalore, contestualmente elevata al rango di arcidiocesi metropolitana.
Il 29 aprile 1955 ha ceduto la giurisdizione sui fedeli di rito siriaco orientale residenti nel proprio territorio all'eparchia di Tellicherry.
Il 3 luglio 1955 e il 16 novembre 1963 ha ceduto altre porzioni di territorio a vantaggio dell'erezione rispettivamente della diocesi di Ootacamund e della diocesi di Chikmagalur.

## Cronotassi dei vescovi
Si omettono i periodi di sede vacante non superiori ai 2 anni o non storicamente accertati.
- Étienne-Louis Charbonnaux, M.E.P. † (16 marzo 1845 - 3 aprile 1850 nominato vicario apostolico) (pro-vicario e amministratore)

- Étienne-Louis Charbonnaux, M.E.P. † (3 aprile 1850 - 23 giugno 1873 deceduto)
- Joseph-Auguste Chevalier, M.E.P. † (11 novembre 1873 - 25 marzo 1880 deceduto)
- Jean-Yves-Marie Coadou, M.E.P. † (20 agosto 1880 - 14 settembre 1890 deceduto)
- Eugène-Louis Kleiner, M.E.P. † (14 settembre 1890 succeduto - 2 giugno 1910 dimesso[10])
- Augustin-François Baslé, M.E.P. † (2 giugno 1910 succeduto - 13 settembre 1915 deceduto)
- Hippolyte Teissier, M.E.P. † (4 settembre 1916 - 26 febbraio 1922 deceduto)
- Maurice-Bernard-Benoit-Joseph Despatures, M.E.P. † (21 giugno 1922 - 13 febbraio 1940 nominato vescovo di Bangalore)
- René-Jean-Baptiste-Germain Feuga, M.E.P. † (3 aprile 1941 - 20 novembre 1962 dimesso[11])
- Sebastião Francisco Mathias Fernandes † (16 novembre 1963 - 9 maggio 1985 deceduto)
- Francis Michaelappa † (22 dicembre 1986 - 17 marzo 1993 deceduto)
- Joseph Roy † (19 dicembre 1994 - 12 febbraio 2003 ritirato)
- Thomas  Vazhapilly (12 febbraio 2003 - 25 gennaio 2017 ritirato)
- Kannikadass William Antony (25 gennaio 2017 - 13 gennaio 2024 dimesso)
  - Bernard Blasius Moras, dal 7 gennaio 2023 (amministratore apostolico)
- Francis Serrao, S.I., dal 15 agosto 2025

## Statistiche
La diocesi nel 2023 su una popolazione di 16.285.570 persone contava 117.790 battezzati, corrispondenti allo 0,7% del totale.
| anno | popolazione | popolazione | popolazione | presbiteri | presbiteri | presbiteri | presbiteri                | diaconi | religiosi | religiosi | parrocchie |
| anno | battezzati  | totale      | %           | numero     | secolari   | regolari   | battezzati per presbitero | diaconi | uomini    | donne     | parrocchie |
| ---- | ----------- | ----------- | ----------- | ---------- | ---------- | ---------- | ------------------------- | ------- | --------- | --------- | ---------- |
| 1950 | 65.775      | 3.600.800   | 1,8         | 81         | 81         |            | 812                       |         | 23        | 253       | 42         |
| 1970 | 37.350      | 3.032.145   | 1,2         | 59         | 38         | 21         | 633                       |         | 26        | 278       |            |
| 1980 | 54.071      | 4.641.625   | 1,2         | 66         | 54         | 12         | 819                       |         | 20        | 387       | 38         |
| 1990 | 66.500      | 4.795.000   | 1,4         | 105        | 65         | 40         | 633                       |         | 156       | 520       | 44         |
| 1999 | 88.400      | 7.740.600   | 1,1         | 129        | 84         | 45         | 685                       |         | 125       | 691       | 61         |
| 2000 | 90.100      | 7.942.700   | 1,1         | 128        | 82         | 46         | 703                       |         | 128       | 694       | 61         |
| 2001 | 93.379      | 7.964.529   | 1,2         | 133        | 85         | 48         | 702                       |         | 126       | 685       | 63         |
| 2002 | 95.260      | 8.077.085   | 1,2         | 88         | 88         |            | 1.082                     |         | 104       | 720       | 65         |
| 2003 | 88.000      | 9.833.900   | 0,9         | 154        | 83         | 71         | 571                       |         | 161       | 839       | 67         |
| 2004 | 94.500      | 9.840.500   | 1,0         | 161        | 86         | 75         | 586                       |         | 249       | 863       | 67         |
| 2013 | 104.920     | 9.928.351   | 1,1         | 211        | 113        | 98         | 497                       |         | 360       | 915       | 78         |
| 2016 | 107.998     | 10.575.780  | 1,0         | 173        | 124        | 49         | 624                       |         | 338       | 920       | 79         |
| 2019 | 112.500     | 11.968.550  | 0,9         | 197        | 128        | 69         | 571                       |         | 326       | 819       | 80         |
| 2021 | 116.212     | 12.220.500  | 1,0         | 218        | 124        | 94         | 533                       | 1       | 214       | 837       | 80         |
| 2023 | 117.790     | 16.285.570  | 0,7         | 216        | 118        | 98         | 545                       |         | 263       | 872       | 80         |